# 理查德·亨德森
理查德·亨德森，CH，FRS，FMedSci，Hon FRSC（英語：Richard Henderson，1945年7月19日—），蘇格蘭分子生物學家、生物物理學家、英國皇家學會院士。他是低溫電子顯微鏡研究領域的開創者。2017年與雅克·杜博歇、約阿希姆·法蘭克共同獲得諾貝爾化學獎。